# Demetrio López Vargas
Demetrio López Vargas (Lorca, c. 1886-Madrid, 1960) fue un dibujante español.

## Biografía
Nacido en 1886 o 1887 en la localidad murciana de Lorca, se instaló en Madrid, donde colaboró en revistas como Muchas Gracias y Crónica. Tras la guerra civil colaboró en Informaciones. Falleció en Madrid en 1860, el día 3 de noviembre. Para firmar, además de su nombre de pila («Demetrio»), se le atribuyen seudónimos como «Díaz Antón», «Asirio» y «Deloyvar».